# منطقه حفاظت‌شده ملوسان
منطقه حفاظت شده ملوسان در غرب استان همدان در ۲۴ کیلومتری شمال غربی نهاوند واقع شده و از شرق به شهرستان تویسرکان متصل می‌باشد و بخشی از آن نیز در شرق استان کرمانشاه قرار دارد. این منطقه از سال ۱۳۸۹ به عنوان منطقه حفاظت شده معرفی گردیده‌است.

## کوه‌ها و چشمه‌ها
بلندترین ارتفاع این منطقه ۲۸۵۰ متر بوده که دارای دره‌ها و پناهگاه‌های فراوان می‌باشد. در این منطقه چشمه‌های متعددی وجود دارد از چشمه‌های دائمی آن: چشمهٔ فر اسماعیل‌خانی، چشمهٔ ایساب بالا و پایین، چشمهٔ گروکانه و … می‌باشند.

## پوشش گیاهی
این منطقه دارای گونه‌های گیاهی به شرح زیر می‌باشد:
کا، تلخه، پیوار، ریواس، کنگر، شکروک، انواع بزریشه، پیاز، زول، یونجه، بله گوشه و درختچه‌های عبارتند از: انجیر، بادام کوهی، زالزالک، ون، تاک و انواع گون‌ها که به واسطه پوشش گیاهی فرسایش خاک در منطقه بسیار کم است.

## عرصهٔ تحت حفاظت
وسعت این منطقه حفاظت شده ۹۵۰۰ هکتار می‌باشد.
قریب ۱۲ سال است با مساحت ۱۰ هزار هکتار به خاطر وجود گونه قوچ و میش به عنوان منطقه شکار ممنوع و حفاظت شده شناخته شده‌است.